# 天兴 (金朝)
天興（1232年四月—1234年正月）是金哀宗的第三个年号。金哀宗使用天興这个年号一共三年。
李兆洛《纪元编》以盛昌作为末帝的年号，但没有史料证据，南宋王應麟所著類書《玉海》中收有盛昌年號，稱為金國年號。

## 改元
- 正大九年——正月十九日，改元開興。四月十四日，改元天興[4]
- 天興三年——正月九日，金哀宗傳位給完顏承麟。正月十日，金末帝完顏承麟即位，於同一日，金朝滅亡。[5]

## 大事记
- 天興三年正月己酉日（公元1234年2月9日），帝自縊于蔡州幽蘭軒。末帝退保子城，聞帝崩，率群臣入哭，諡曰哀宗。哭奠未畢，城潰，諸禁近舉火焚之。奉禦絳山收哀宗骨瘞之汝水上。末帝為亂兵所害，金亡。

## 纪年對照表
| 天興 | 元年   | 二年   | 三年   |
| ---- | ------ | ------ | ------ |
| 公元 | 1232年 | 1233年 | 1234年 |
| 干支 | 壬辰   | 癸巳   | 甲午   |

## 同期其他政權使用的年號
- 中國
  - 绍定（1228年－1233年）：宋—宋理宗趙昀之年號
  - 端平（1234年－1236年）：宋—宋理宗趙昀之年號
  - 大同（1224年－1233年）：金時期—蒲鮮萬奴之年號
  - 仁壽（1227年－1238年）：大理—段智祥之年號
- 越南
  - 建中（1226年－1232年）：陳朝—陳太宗陳日煚之年號
  - 天應政平（1232年－1254年）：陳朝—陳日煚之年號
- 日本 
  - 寬喜（1229年－1232年）：後堀河天皇之年号
  - 貞永（1232年－1233年）：後堀河天皇之年号
  - 天福（1233年－1234年）：四條天皇之年号

## 深入閱讀
- 李崇智. . 北京: 中華書局. 2004年12月. ISBN 7101025129.
- 鄧洪波. . 臺北: 國立臺灣大學東亞經典與文化研究計劃. 2005年3月  [2022-01-04]. ISBN 9789860005189. （原始内容 (pdf)存档于2007-08-25）.

## 参看
- 中國年號索引
- 其他政權使用的天興年號

| 前一年號： 開興 | 金朝年号 | 下一年號： -- |